# Tetragnatha waikamoi
Tetragnatha waikamoi är en spindelart som beskrevs av Gillespie 1992. Tetragnatha waikamoi ingår i släktet sträckkäkspindlar, och familjen käkspindlar. Inga underarter finns listade i Catalogue of Life.